# 兽装

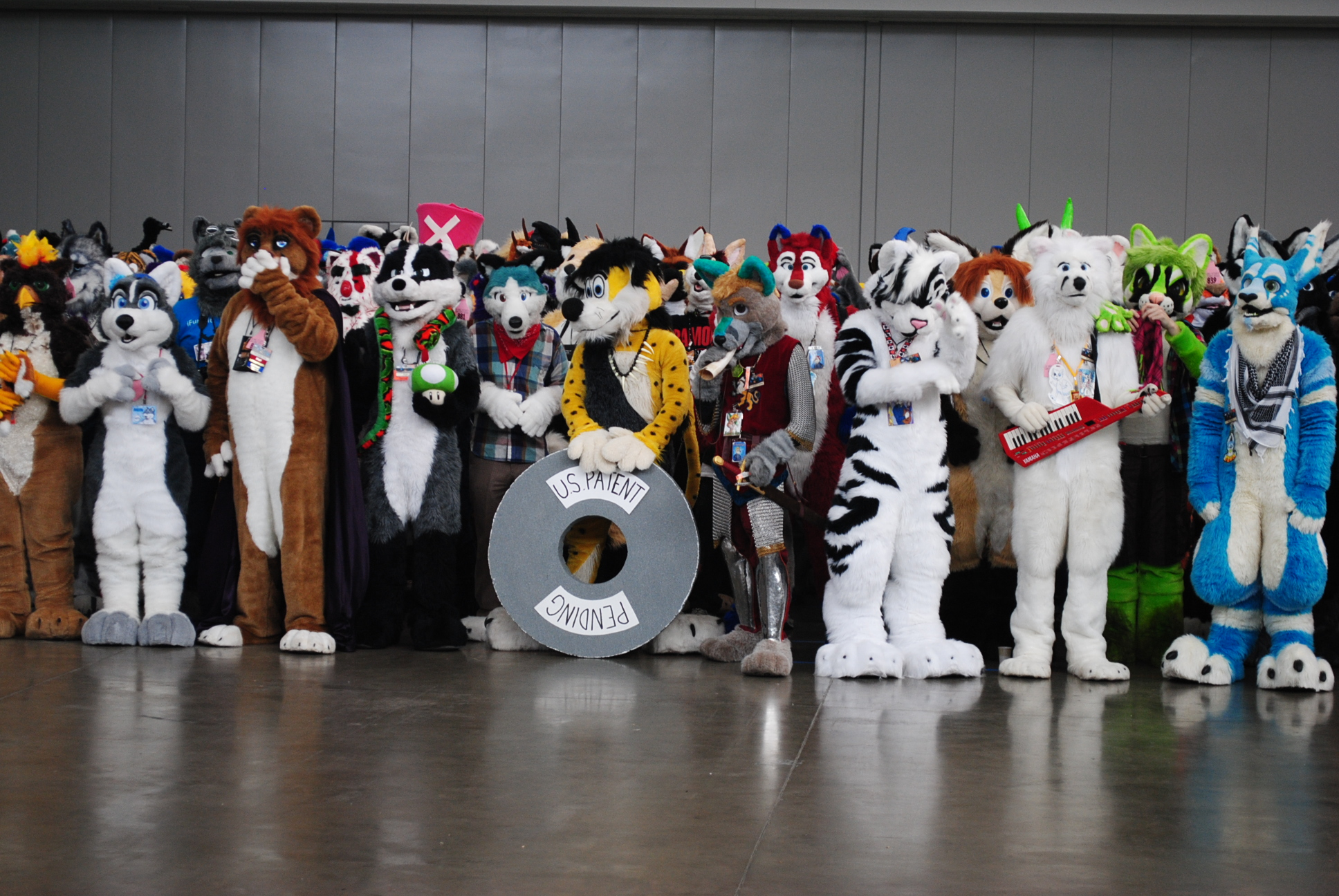
一群兽装扮演者在Anthrocon 2010上的合影

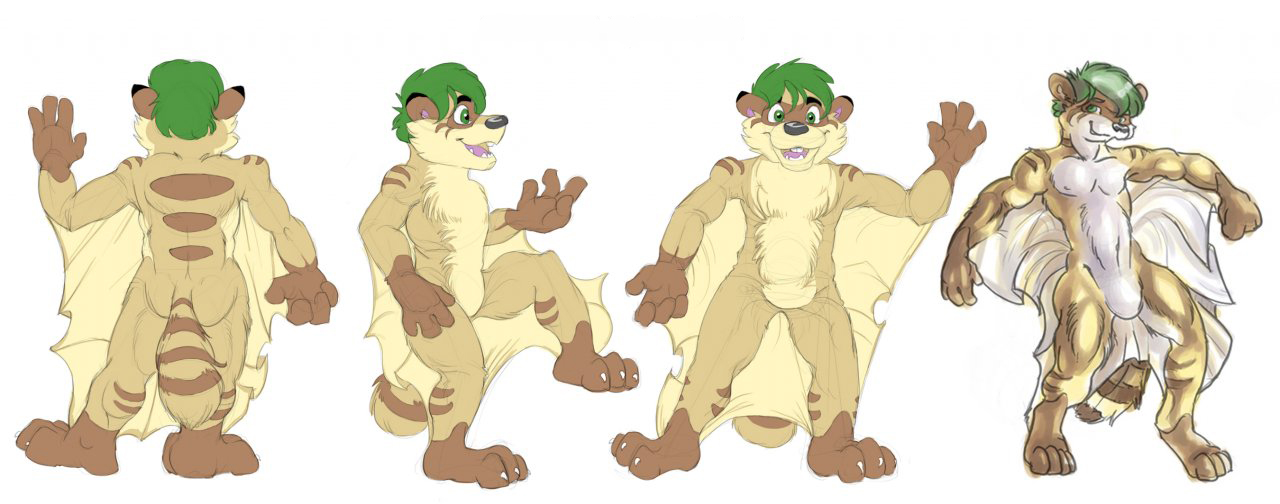
一個獸人的人物设计，可作为兽装製作的藍本

獸裝（英語：Fursuit）是在獸迷文化或Cosplay文化中，具有獸人、動物或傳說動物外型的一種客製化服裝。穿著獸裝的人被稱為「獸裝扮演者」（英語：Fursuiter）。該英文詞彙據信是在1993年由罗伯特·金（英語：Robert King）创造的，由英文中的「毛」和「套裝」組合而成。
兽装与兽迷文化——一种以拟人化动物角色为核心的迷文化密切相关。在该迷文化中，許多獸迷擁有代表他們的擬人化動物角色－－獸設（英語：Fursona），而獸裝扮演是一種將這些角色在現實中呈現的方式，穿着者在穿着獸裝时可能表现出另一种屬於該角色的人格特質。
與動物形象的吉祥物布偶裝不同，獸裝呈現的是獸裝扮演者的個人原創角色，而非代表特定企業、團體或運動隊伍。一般而言，獸裝也比吉祥物布偶裝更加貼身、精緻，例如：有些獸裝具有可活動式的下顎。

## 歷史
1989年，曾經在迪士尼擔任布偶裝扮演者的羅伯特·希爾參加史上第一次的獸聚「ConFurence 0 」，當時他穿著女性角色「Hilda the Bamboid」的鹿造型獸裝，這是較早出現的獸裝之一。在當時，因為獸迷群體與動漫迷和科幻迷有高度交集，多數獸迷受其影響，僅僅配戴假耳朵與尾巴。一直到1990年代中期隨著網路興起，製作獸裝的概念才開始在獸迷群體中傳播。
早期的獸裝主要由個人獨立製作，他們會參考由獸迷社群成員提供的教學，例如：2004年亞當·里格斯所寫的《Critter Costuming》就是一本著名的獸裝製作指南。而在2000年代中期，對高品質獸裝的需求催使「獸裝製作」成為一門可行的生意。獸迷開始委託專門的製作者，依照他們的角色造型製作獸裝。包含二手貨，該產業每年銷售的獸裝總值達數百萬美元，也吸引了部分非獸迷的團體或運動隊伍委託這些獸裝製作者製作一般的布偶裝。

## 文化
許多獸迷擁有代表他們自身的擬人化動物角色設定（英語：Fursona），而獸裝的製作便以此為藍本。獸裝扮演者將穿著獸裝視為一種與角色更加接近的途徑，有些扮演者會為了更加投入其角色，實施穿著獸裝時禁言的原則，甚至可能擁有多套獸裝，各自代表不同的角色。雖然獸裝扮演是獸迷文化的代表性活動，但是實際上擁有獸裝的獸迷比例僅佔約百分之十五，主要的原因是製作獸裝的費用相當高昂。
獸裝扮演者經常參與獸迷聚會。而現存作品中出現的動物形象角色也可能以獸裝的形式在動漫、電玩相關的活動中出現。在公開場合穿著獸裝時，由於獸裝扮演者的視野與行動能力會受到侷限，經常需要協助者（英語：Fursuit spotter / Fursuit handler）跟隨在一旁。這些人員能夠協助引導獸裝扮演者的行進方向、確認其身體狀況、與提出拍照或觸摸要求的觀眾溝通等事務。
由於部分傳播媒體在獸裝文化上的錯誤呈現，獸裝扮演在大眾視野中經常有與性相關的負面印象。例如在《CSI犯罪現場》第四季第五集的〈賭城絨雲錄〉中，獸迷被呈現為一群喜好在獸裝中從事性活動（英語：Murrsuiting）的性偏離者，然而此形象不能完全代表獸迷群體。拍攝獸迷文化紀錄片的影片製作人邁克爾·麥克納馬拉曾說：這樣的事情「只反映了約百分之二的獸迷，所有的媒體卻都聚焦在這一點上」。

## 製作產業
市面上已有許多大量生產的動物布偶裝，但這些服裝較偏向卡通風格又缺乏獨特性，且為了符合更多人的身形，剪裁得較為寬鬆。獸裝製作起源於對品質與獨特性的追求，一開始僅限於部分獸迷的興趣，只為自己或熟人製作獸裝。一直到2000年代中期，部分的獸迷開始將獸裝製作轉變成為一門專業，設立工作室賺取外快。現今的獸裝製作是一門成長中的產業，有許多富有盛名的工作室，以多樣的製作工序製作不同風格的獸裝。部分非獸迷的團體也可能委託這些工作室製作一般的布偶裝。
獸裝的價格分佈相當廣，从低于100美元到数千美元不等，视复杂度和使用的材料而定。若加上許多額外配件，如可動式的嘴巴及眼睛、能播放咆哮等聲音的音響系統等，製作費用可能超過10000美元。儘管製作獸裝的費用高昂，仍有許多獸迷嚮往擁有高收入，目標是訂製獸裝或購買其他獸迷相關的藝術創作。

## 種類
除了包覆全身的全套獸裝，僅包括頭部和部分手腳，身體穿著一般衣物的半套獸裝也是常見的類型。而介於全套和半套之間的，是被稱作“四分之三兽装”的兽装类型，除了基本的頭、手，還會包括一部分的身體，上半身或下半身皆有可能。这类兽装对于一些只穿一件上衣而不穿裤子，或只穿一件裤子而不穿上衣的角色较为适宜。這些類型的獸裝由於部件較少，價錢相對較低，是使部分獸迷選擇該類型的一個原因。除此之外，四足獸裝（英語：Quadsuit）是最昂貴，製作難度也最高的獸裝類型，穿著時需要扮演者手腳著地，模擬真實動物行走的樣貌。
獸裝的風格多元，從卡通化到寫實皆有。在物種上，以犬科動物和大猫佔多數，亦有爬蟲類、鳥類、傳說動物中的龍等，具有多種動物特徵的「混種」也是常見的選擇。在材料上，除了常見的仿真毛皮，也存在氨綸或乳胶材質的獸裝。
有些獸裝會結合電子裝置，例如以螢幕顯示可動的眼睛、加裝LED燈、或者在服裝內安裝防止悶熱的風扇。
清潔獸裝可能相當昂貴，不過現時也存在許多可以用洗衣機清洗的獸裝。

不同種類的獸裝
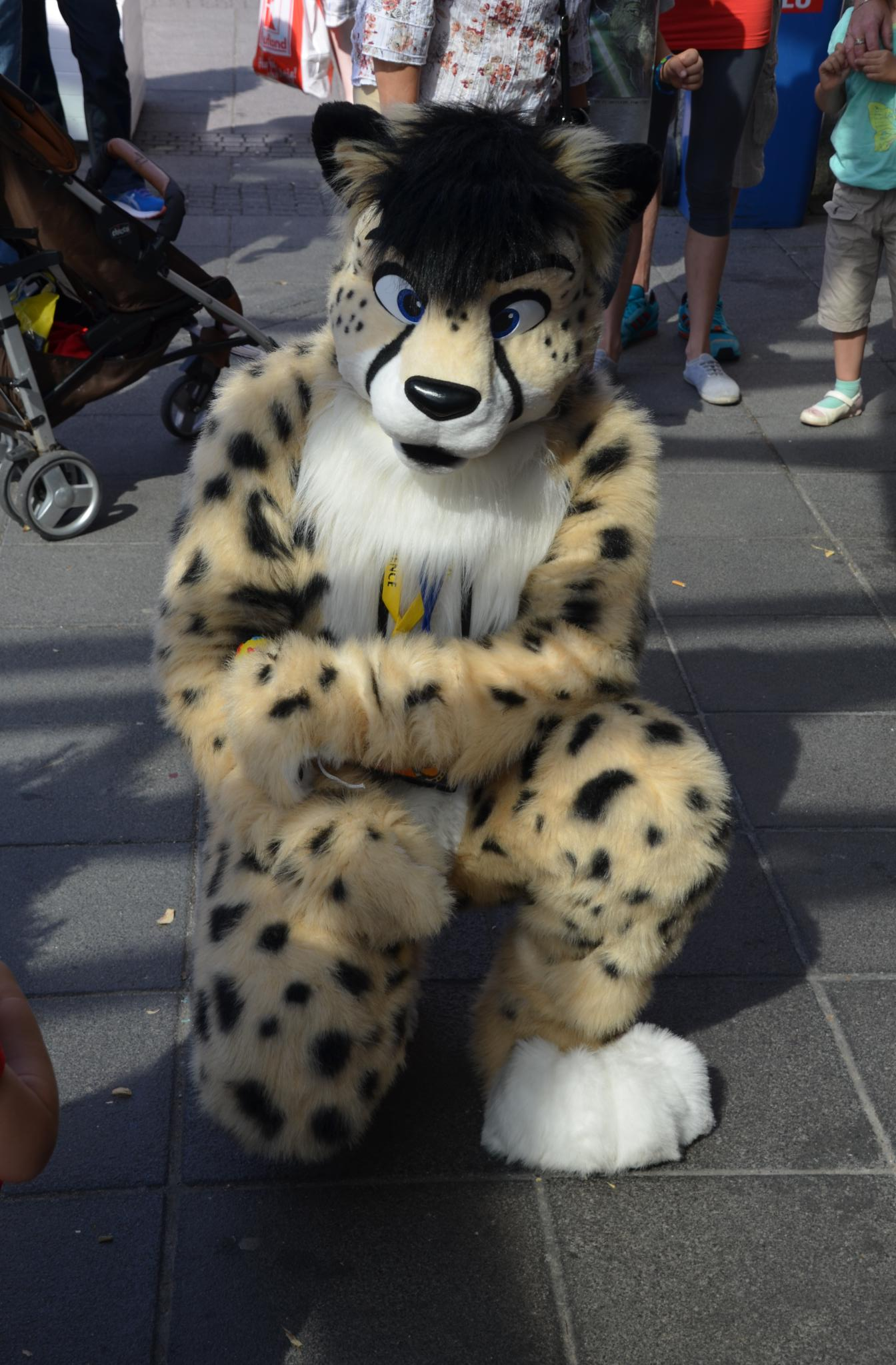
一套獵豹外型的獸裝
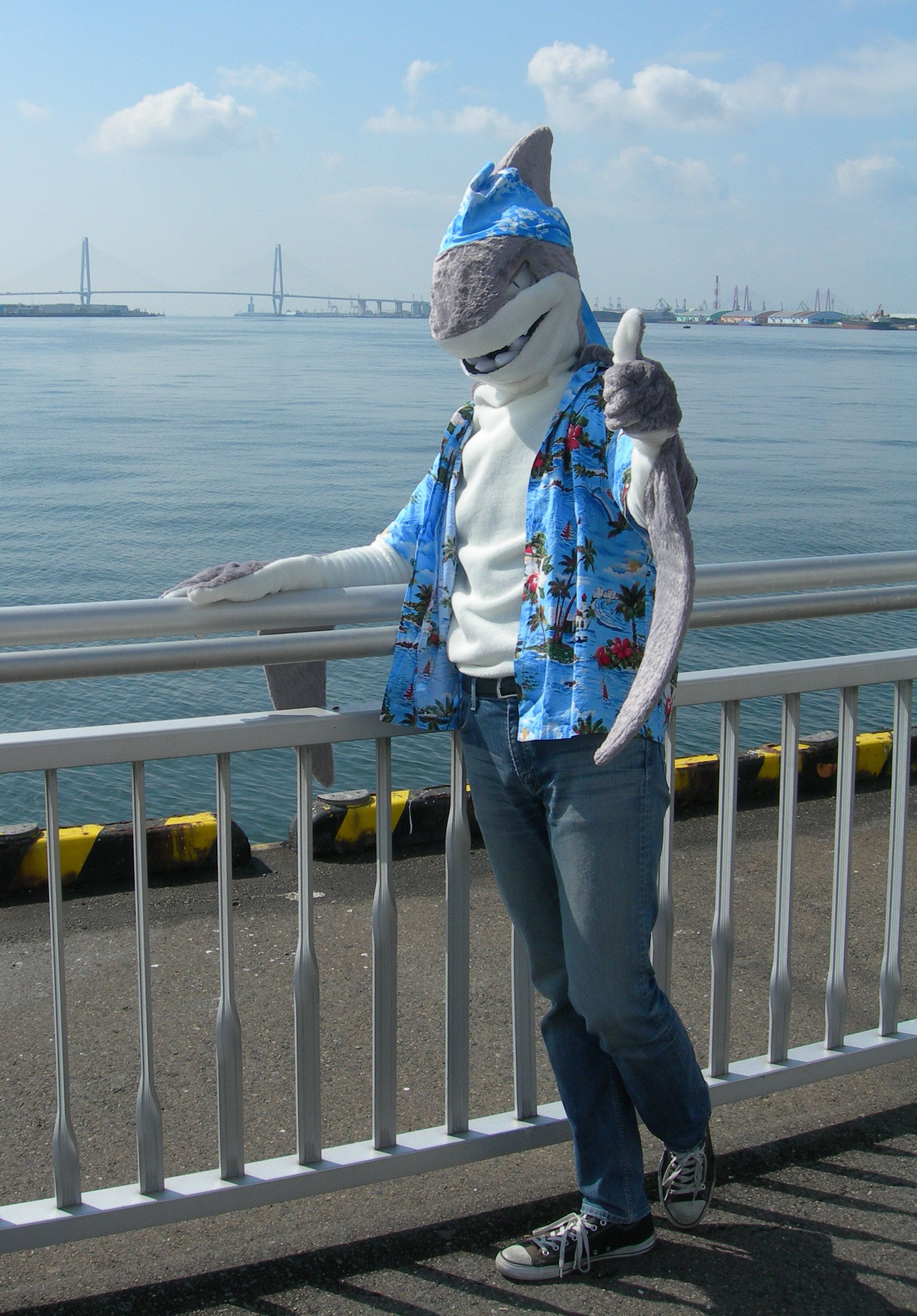
一套具有頭與手部件的鯊魚獸裝
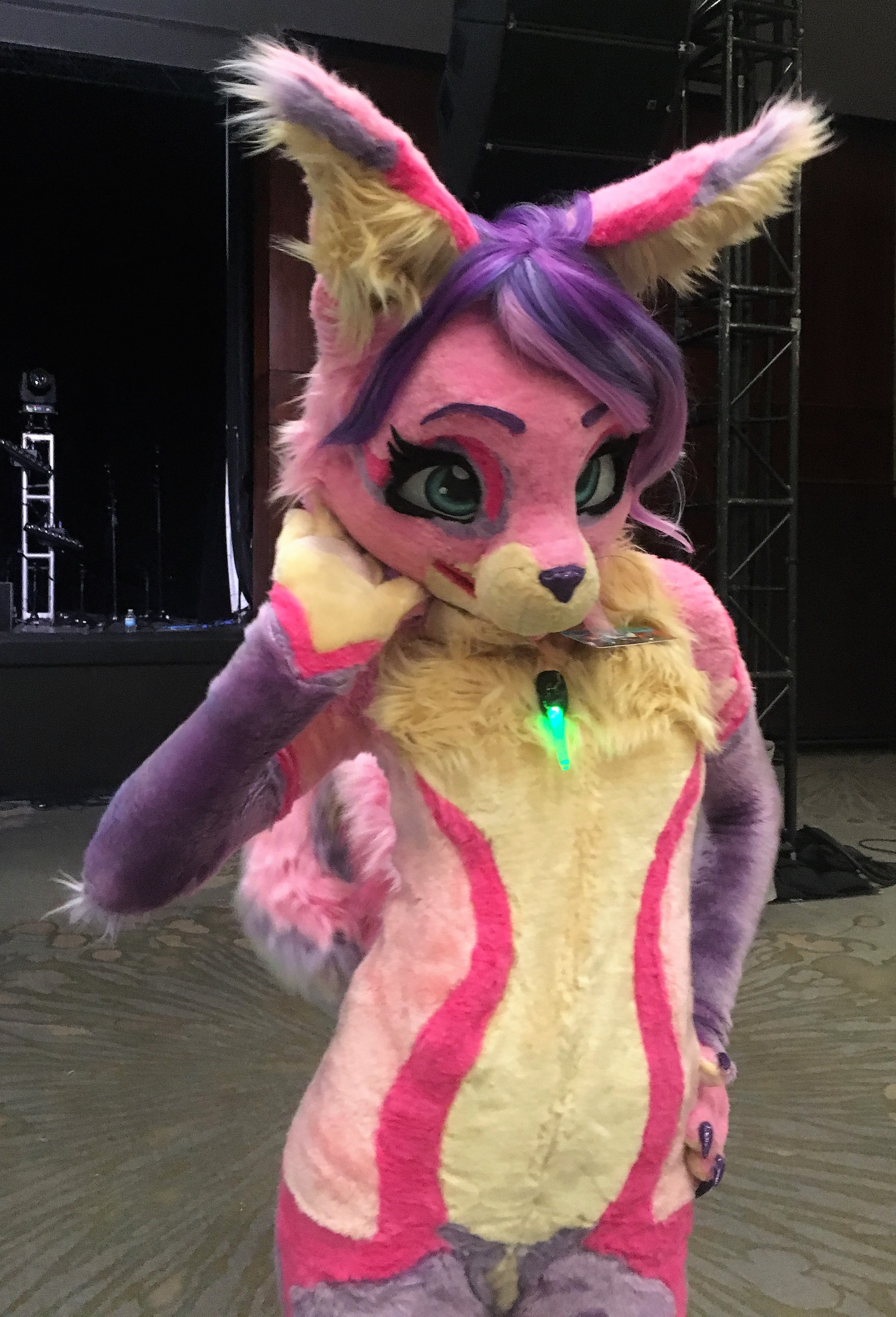
一套松鼠外型的獸裝
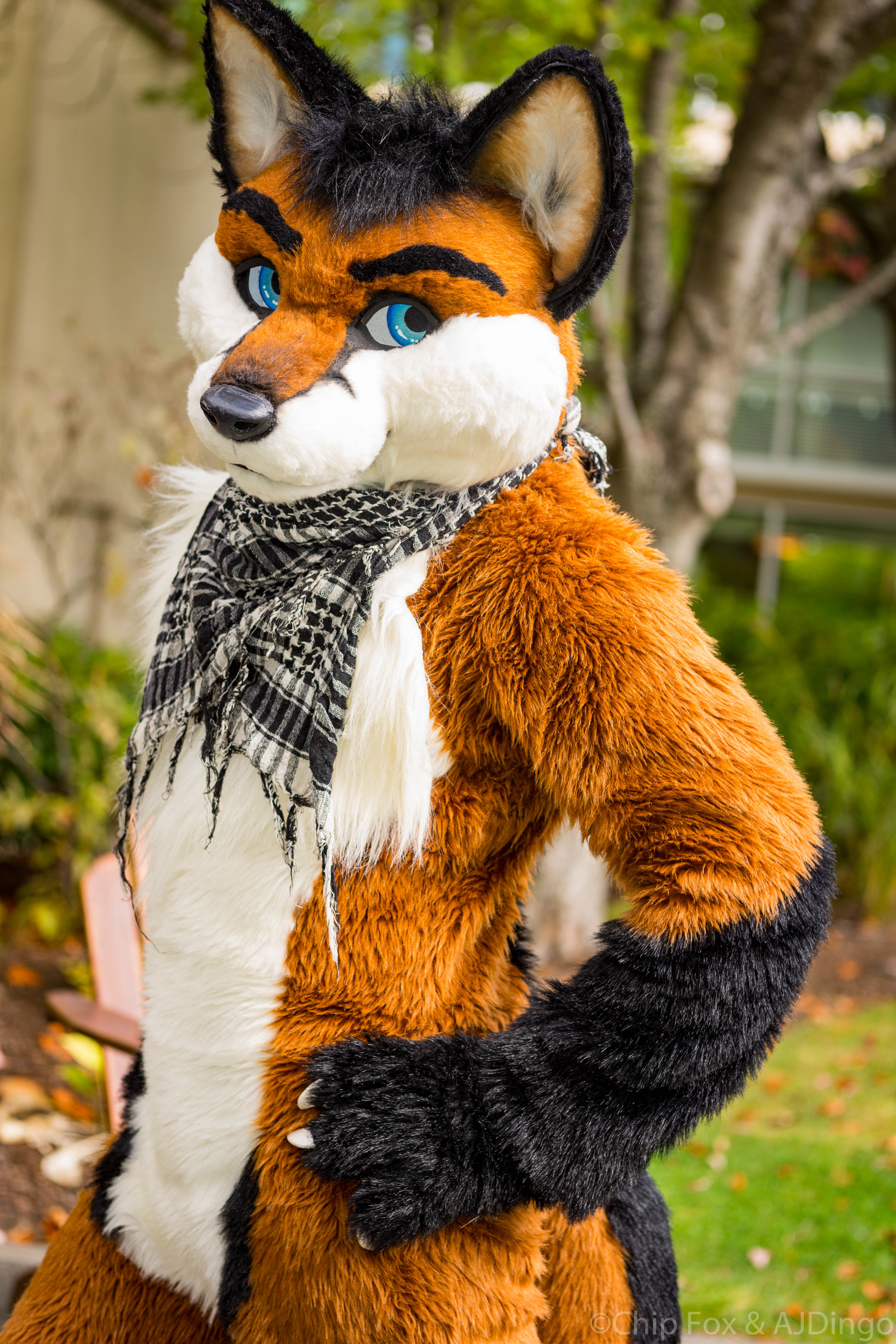
一套狐狸外型的獸裝
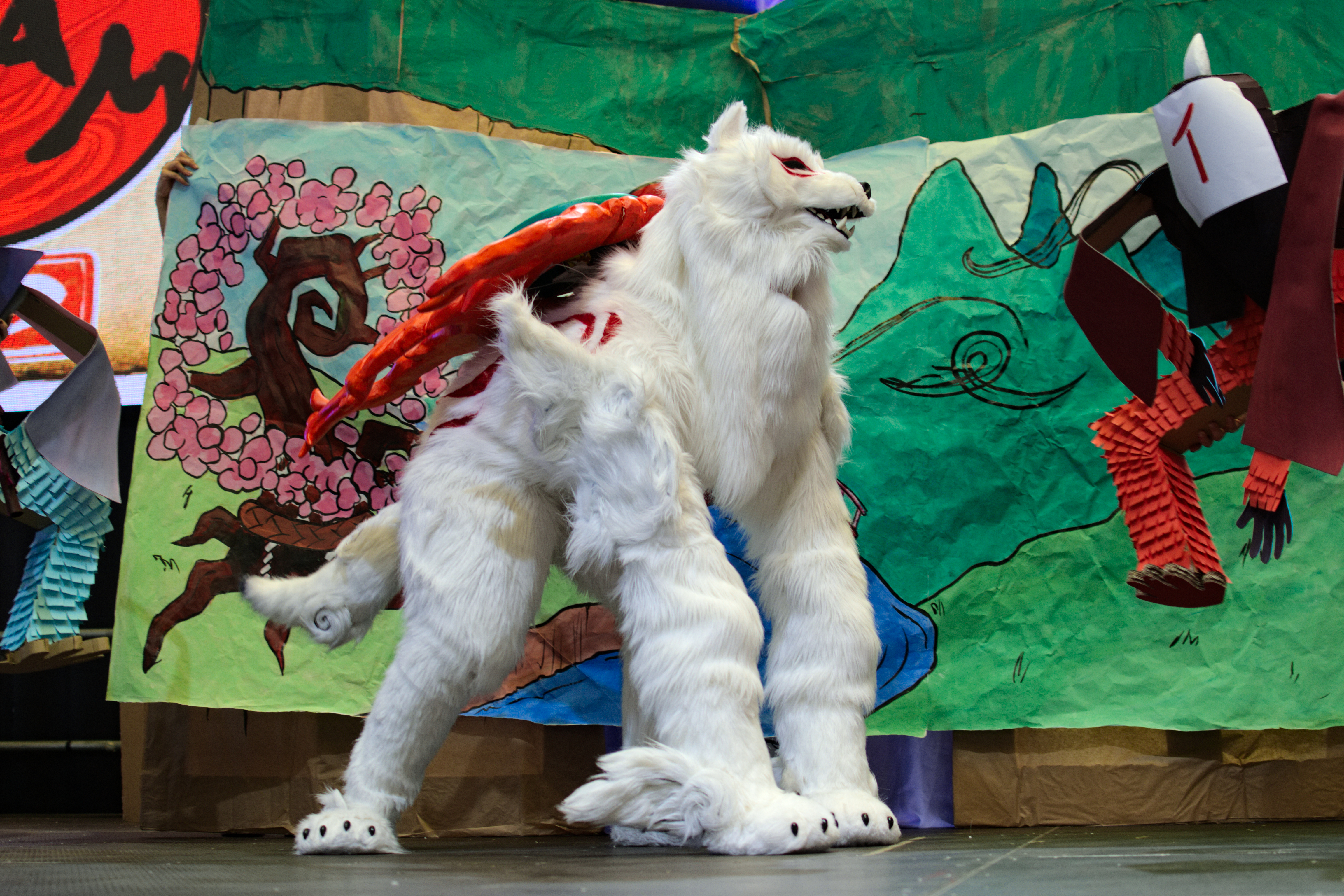
一套狼外型的四足獸裝，用於Cosplay遊戲《大神》中的角色天照

## 其他应用
- 动物形象的服装从史前時代就是人类文化的一部分。有一些传统，如在斯诺文尼亚普图伊市的“Kurentovanje（英语：Kurentovanje）”節中，作為豐收祭的一部分，参与者會穿着由绵羊或兔子的毛皮制成的，带有羽毛和角的服装[20]。
- 1844年于伦敦，P. T. 巴納姆曾让一个人穿著吃生肉的“猿人”兽装，參與马戏团的串場表演[21]。
- 兽装有時作为一种戏服被用于电影拍摄之中[22]。在电视连续剧《大脚哈利（英语：Harry and the Hendersons）》中，使用的兽装道具製作花费高达100万美元[23]。
- 兽装曾和一些公共事件有關，例如目击大腳怪的事件[24][25]。
- 有一些兽迷選擇將穿著獸裝結合工作，例如扮演體育競赛中的隊伍吉祥物。但并不是所有的吉祥物都是动物形象，仍須配合雇主的要求扮演特定角色[26]。